# Mort d'un cycliste
Pour plus de détails, voir Fiche technique et Distribution.
Mort d'un cycliste (Muerte de un ciclista) est un film italo-espagnol de Juan Antonio Bardem sorti en 1955.

## Synopsis
Épouse d'un riche industriel, aristocrate déchue, María-José de Castro est la maîtresse d'un professeur d'université, Juan. Fiancés avant la guerre civile, les conventions sociales les ont séparés. Mais, ils continuent pourtant de se fréquenter… Au cours d'une de leurs promenades en voiture, Maria-José tue accidentellement un ouvrier à vélo et prend la fuite. Juan fini par être très perturbé par ce crime. Pris dans ses pensées et sa peur il recale une étudiante qui faisait une brillante démonstration. Les autres étudiants se révoltent contre cette injustice. La police vient le chercher. Il pense que c'est à cause de la mort du cycliste. En fait c'est au sujet de la révolte des étudiants. L'un d'eux casse une vitre. Pour Juan c'est la révélation. Il peut lui aussi sortir de son enfermement, avouer son crime et repartir sur de nouvelles bases. Il décide alors de démissionner de son poste et tente de convaincre Maria José d'avouer à la police leur culpabilité. Après une explication orageuse, Maria-José feint d'accepter. Mais, ayant conduit Juan sur les lieux de l'accident, elle finit par l'assassiner, en l'écrasant avec sa voiture. Craignant de rater l'avion qu'elle doit prendre pour accompagner son mari, elle conduit à grande vitesse, essaie d'éviter un cycliste et tombe dans un ravin.
Le film tout en restant un drame intimiste s'offre comme une critique de la bourgeoisie des années cinquante qui profitait du régime franquiste tandis que d'autres vivaient encore dans des conditions épouvantables. Une des bourgeoises du film dit d'ailleurs que tant qu'il y aura des pauvres tout ira bien pour eux. Il y a aussi une scène, où Juan cherchant à rendre visite à la femme du cycliste, s'achemine dans les ruines du Madrid d'après-guerre civile et pénètre dans le logement exigu de la voisine de la veuve du cycliste. C'est dans l'ensemble le tableau d'une société souvent gangrénée par la corruption et les intérêts personnels. Le personnage de Maria José en est un bon exemple. Elle s'est mariée par profit. Cependant le film nous dit qu'il y a un espoir. La jeunesse commence à gronder. C'est ce que comprend Juan disant à son étudiante que ses camarades sont un exemple car ils se montrent solidaires et cassent les vitres. Une vitre cassée devient alors un symbole. Elle est le signe qu'un changement est possible. C'est ce qui poussera Juan à vouloir se livrer à la police. Il cherche à retrouver sa dignité. Maria José l'empêchera d'aller jusqu'au bout de ce projet. Mais elle meurt conduisant trop vite et ne pouvant éviter un cycliste. Cette fin qui nous ramène au début du film est particulièrement bien trouvée et montre le cercle vicieux dans lequel ces personnages étaient enfermés. Un cercle qui ne pouvait les mener qu'à la mort.

## Fiche technique
- Titre original : Muerte de un ciclista
- Titre français : Mort d'un cycliste
- Réalisation : Juan Antonio Bardem, assisté de Jesús Franco
- Scénario : Luis Fernando de Igoa, J. A. Bardem
- Photographie : Alfredo Fraile - Noir et blanc
- Musique : Isidoro B. Maiztegui
- Montage : Margarita Ochoa
- Décors : Enrique Alarcón
- Production : Cesáreo Gonzalez, Manuel J. Goyanes (Suevia Films/Guíon Films/Trionfalcine) et Georges de Beauregard
- Pays d'origine :  Espagne/  Italie
- Année de réalisation : 1954
- Durée : 88 minutes

## Distribution
- Lucia Bosé : María Jose de Castro
- Alberto Closas : Juan Fernández Soler
- Carlos Casaravilla : Rafà (Rafael Sandoval)
- Otello Toso : Miguel Castro
- Bruna Corrà : Matilde Luque Carvajal
- Alicia Romay : Carmina
- Julia Delgado Caro : Doña María
- José Sepúlveda : le commissaire
- Matilde Muñoz Sampedro : la voisine du cycliste mort
- José Prada : Decano
- Fernando Sancho : le sergent de police
- Manuel Alexandre : le cycliste
- Manuel Arbo : P. Iturioz
- Emilio Alonso : Jorge

### Récompense
- Prix FIPRESCI, Festival de Cannes 1955

## Commentaire
- L'intrigue qui aurait pu être l'objet, soit d'un pur mélodrame mondain, soit d'un film noir, est essentiellement traité par Juan Antonio Bardem comme un miroir, révélateur des mœurs bourgeoises espagnoles sous le franquisme. Un film au style visuel raffiné, dans lequel on remarquera la présence envoûtante de Lucia Bosé. Si l'on a parlé, à propos de ce film, d'une ressemblance avec Chronique d'un amour de Michelangelo Antonioni, on le doit beaucoup à la prestation de l'actrice italienne. Pour Georges Sadoul, le film « se rattache surtout au réalisme critique des meilleurs romans espagnols de 1880-1930. »[1]
- Lors de la reprise du film en avril 2013, Jacques Mandelbaum rappelle, à nouveau, les similitudes constatées entre le film d'Antonioni et celui de Bardem. « Sur le thème de la culpabilité et de l'infamie, le réalisateur espagnol s'est inspiré de Chronique d'un amour. Il est évident toutefois que le contexte politique espagnol entraîne le film vers un autre horizon que celui d'Antonioni, déjà requis par l'ultramoderne solitude des sentiments. »[2] Selon lui, « Mort d'un cycliste est plus une œuvre de dénonciation, qui cultive l'édification morale, le tournage en studio (en dépit d'une embardée dans les quartiers madrilènes), les cadrages et les lumières expressionnistes, le jeu volontiers exacerbé [...] des acteurs. » Parmi ceux-ci, Rafá, extraordinaire personnage de maître chanteur (Carlos Casaravilla) « promène son humiliation et sa haine dans les cercles d'une bourgeoisie dont il enrage d'être le valet. » Nul mieux que cet individu « ne fait comprendre que l'inféodation à un système corrompu a pourri par la tête la société espagnole », écrit le critique du Monde[3].
- « [...] Au moyen du montage, le réalisateur s'efforce aussi de mettre en relation, et en opposition, les classes qui s'affrontent : réceptions bourgeoises et faubourgs tristes sont présentés en plan-contre-plan comme des situations de cause-effet », souligne en substance Lorenç Esteve de Udaeta[4]. On retiendra enfin l'utilisation remarquable de l'espace visuel, symbolisant la désolation intérieure des personnages et la situation de mort et d'effroi - les paysages désertiques, au début et à la fin du film -, ou marquant, pour le meilleur, « le degré de transformation morale de Juan (Alberto Closas) : le professeur de géométrie et son étudiante injustement recalée, alors séparés par une légère clôture métallique, qui démontre que l'évolution, bien qu'entamée, n'est pas encore achevée. »[5]
- Benoît Smith (Critikat.com) émet, pour sa part, une opinion restrictive. Le montage du film « est le signe le plus évident d'une direction formelle  dont le systématisme fait la force et la limite. [...] C'est comme si les scènes étaient sommées de toutes se donner la main pour former une ronde dont on ne sortirait jamais », dit-il[6].
- « Cette approche, méticuleusement formaliste, est due aussi bien à la formation d'ingénieur de Juan-Antonio Bardem qu'à son exercice de la critique de cinéma. Ses nombreuses références [...] ne noient cependant pas son style personnel, fortement enraciné dans la réalité espagnole », soutient Llorenç Esteve de Udaeta[7]. Benoît Smith reconnaît, par ailleurs, qu'« en filigrane de Muerte de un ciclista, on perçoit bien les besoins et intentions louables de Bardem : faire œuvre de cinéma au sein d'une production où cet art se trouve totalement bridé et vidé de sa raison d'être ; formuler un discours de vérité là où toute vérité est dangereuse à dire. »[8]